# 西城故事
| 西城故事        |                                                     |
| West Side Story |                                                     |
| 上演地點        | 百老匯 （1957年9月26日—1959年7月27日） 倫敦西區劇院 |
| 語言            | 英語                                                |
| 演出場次        | 百老匯：1385場（1980年止）                          |
| 製作            | 哈洛·普林斯 羅伯·葛利斯菲                           |
| 編劇            | 亞瑟·勞倫茲                                         |
| 導演            | 傑洛姆·羅賓斯                                       |
| 音樂            | 李奧納多·伯恩斯坦                                   |
| 作詞            | 史蒂芬·桑坦                                         |
| 編舞            | 傑洛姆·羅賓斯                                       |

《西城故事》（West Side Story）是一部美國戲劇作品，最早以音樂劇形式在百老匯和倫敦西區劇院上演，之後經過改編拍成電影並獲得多項奧斯卡金像獎殊榮，並成為最著名的歌舞片之一。
《西城故事》的內容改編自莎士比亞著名的愛情悲劇《羅密歐與朱麗葉》，描寫兩位相互愛戀，卻身處敵對團體的少男少女如何跨出兩者間的鴻溝，卻又不幸失敗的故事。但不同於莎士比亞原著中的異國浪漫情懷，該劇無論在背景與劇情上，都以當時的紐約移民社群為參考，使描述故事的過程充滿了現實與諷刺的意味，這多少也反映出戰後美國社會快速成長的背後，所隱藏的種種問題：種族歧視、青少年犯罪、暴力和文化代溝。

## 創作起源

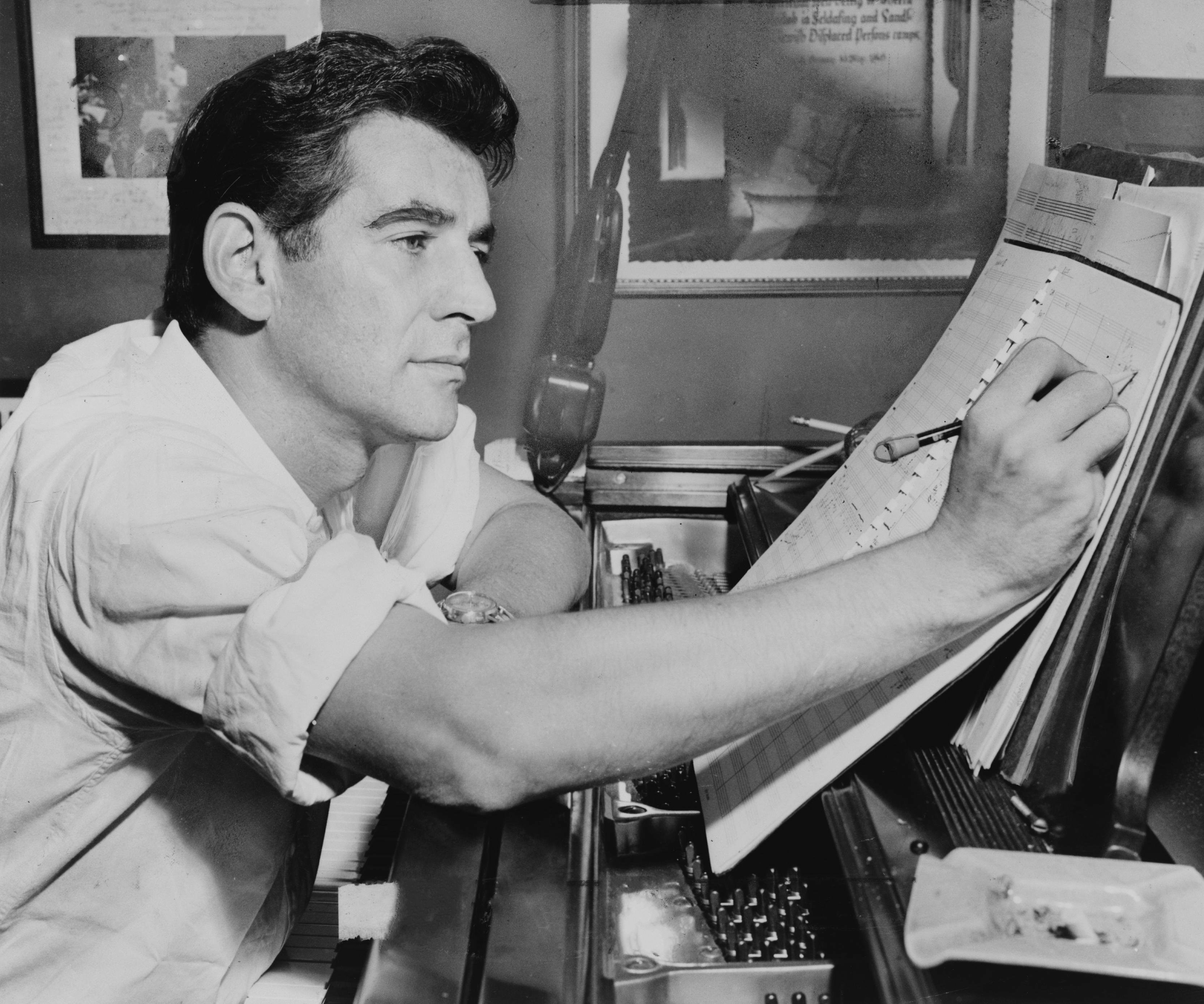
伦纳德·伯恩斯坦坐在钢琴前，对乐谱进行标注

早在1949年，著名的百老匯編舞家傑洛姆·羅賓斯（Jerome Robbins）與著名音樂家李奧納多·伯恩斯坦（Leonard Bernstein）開始計畫將莎士比亞名劇《羅密歐與茱麗葉》改編成現代音樂劇，於是找來名劇作家亞瑟·勞倫斯（Arthur Laurents）參與作品編著。當時三人的構想是描述在曼哈頓城東區一位猶太裔少女與名義大利籍青年的激情熱戀，並定名為《東城故事》（East Side Story）。然而隨著兩個族群間的衝突逐漸減少，以及題材類似的音樂劇《愛爾蘭之花》（Abie's Irish Rose）率先上演的影響，這個計畫不得不暫時擱置下來。
1954年，伯恩斯坦在好萊塢再度與勞倫斯意外相遇。兩人談到多年前擱置的創作計畫，伯恩斯坦想到近來拉丁美洲裔移民群暴力衝突不斷，便決定將之前的故事背景移到林肯中心一帶的波多黎各移民社區，並改名為《西城故事》。於是，新的音樂劇創作於焉開始。
當時，伯恩斯坦正忙於另一部作品：《憨第德》（Candide）的創作工作，無暇分出精力為《西城故事》作詞。於是年方25歲的史蒂芬·桑坦（Stephen Sondheim）接手了撰詞的工作。在這群才華洋溢的藝術家合作下，《西城故事》於1957年完成該劇的創作和排練。

## 劇情架構

### 劇情
整齣作品以瑪莉亞和東尼兩人偶然邂逅下擦出的愛情火花為主軸，描寫兩個背景不同的幫派之間的恩怨情仇。全劇的所有情節皆發生在曼哈頓西區的某個社區中，雖然全劇演出長達數小時之久，但實際發生時間不過短短3天。
故事中的女主角瑪莉亞是位純潔浪漫的美麗少女，她與他的家人及朋友們自波多黎各來到美國打拼。她的哥哥伯納多在美國打工之外，本身也是當地由波多黎哥裔組成的鯊魚幫首領。由於這些西语裔的移民飽受當地美國人的歧視，本身對美國人有種排斥感，加上爭奪地盤的摩擦，早已和該社區的本土幫派噴射機幫水火不容。這種情形下，視妹妹如掌上明珠的哥哥早為她挑選同幫青年奇諾為未婚夫，無奈天真的瑪莉亞表面上接受這種宿命式的感情，心中卻期待不可預知的真愛早日降臨。
終於，她在生命中第一次舞會中巧見俊俏青年東尼。兩人如同心電感應，同一剎那間愛上對方。於是，兩人一同獻上第一隻舞，以及深刻的親吻。作為全劇的男主角，東尼曾是噴射機幫的要員，更是首領瑞夫的好哥們。雖然已經退出幫派，且有份穩定的工作，但早被伯納多視為眼中釘之一。於是這看似美滿的吻，卻在伯納多阻撓下被打斷，在噴射機幫掩護下，他離開逐漸紛亂的舞會現場，心中卻難忘那位少女的名字。這時，留在舞會現場的兩幫老大則彼此約好午夜之後到東尼工作的糖果店討論決鬥事宜。
舞會後，伯納多率領幫眾前去談判，留下女孩們在屋裡鬥嘴。而墜入愛河的東尼趁機到後門的陽台上與獨自在房間的瑪利亞互吐情愫。雖然外邊兩派人馬衝突越演越烈，但兩人在纏綿中堅定了彼此的愛意，並決定起身阻止兩個幫派逞兇鬥狠的街頭廝殺。兩人約定隔天在瑪莉亞工作的服飾店後門相會後，東尼便動身前往兩幫派談判的糖果店裡。沒有舞會後的狂歡，噴射機幫的人馬早已在街頭等待舞會中約定將前來談判的鯊魚幫眾。當兩派人馬在東尼工作的糖果店談判正火熱之際，東尼的出現使事情出現些許的轉機：雙方最後談妥，以單挑代替集體械鬥的協議；這場決鬥將在隔天進行。
時光飛逝，眼看距離約會的時間已無多久。心急的瑪莉亞早已迫不及待與東尼在服飾店後門秘密相會。在安妮塔默許下，兩人享受片刻相聚；東尼說出昨晚談判的結果，瑪莉亞則希望他今晚前去阻止這場決鬥，然後再相會，於是兩人私訂終生，盼望奇蹟使兩人終成眷屬。不久夜晚降臨，兩派人馬也匯集在高架橋下迎接這場決鬥。東尼雖即時趕到卻未能阻止械鬥，反激起伯納多對昨晚與其妹共舞之事的憤怒，導致衝突提前爆發。決鬥過程中，伯納多意外殺死對手瑞夫，憤怒的東尼把瑞夫的小刀狠狠捅進失手伯納多的身體。於是，伯納多倒下了，失去領導的兩派人馬陷入混戰，直到警方趕到才匆忙離去。
狼狽的東尼跑到瑪莉亞香閨，早得知惡耗的瑪莉亞卻悲痛不已；但經過番掙扎，仍寬恕東尼的弒兄之罪；兩人在聖母面前發願，期望終能天長地久，並計畫一同逃到鄉下避風頭。這時，剛回來的安妮塔卻發現兩人的關係。看著東尼逃離的身影，瑪莉亞與安妮塔爭辯許久，但安妮塔終究被瑪莉亞的愛感動，同意到小藥房告知東尼兩人的會合點。無奈小藥房已成群龍無首的噴射機幫藏身處，前去通告的安妮塔被幫眾狠狠羞辱後，憤而騙說瑪莉亞被奇諾殺掉，讓思緒混亂的東尼無懼危險，衝上街尋找瑪莉亞。最後他找到了瑪莉亞，可鯊魚幫眾也找到了他；在奇諾的槍響後，東尼倒在瑪莉亞懷裡，在笑容中離世。這時，兩派人馬一起圍向兩人；東尼的死讓雙方了解這種仇殺的荒謬，大家終於停止這無謂的殺戮。隨著手捧屍體的瑪莉亞腳步，大家以哀悼的心情陪東尼走完最後一程...。

### 人物架構
| 噴射幫                                                                     | 他們的女友                              | 鯊魚幫                                                            | 他們的女友                                                                | 成人們                                |
| 瑞夫（首） 東尼（友） 猛男 艾瑞伯 小約翰 雪男 大迪爾 泰什 吉塔 出張嘴 老虎 | 葛蕾吉娜 威瑪 米妮 克拉麗絲 寶琳 其他人 | 伯納多（首） 奇諾 派伯 印地歐 路易斯 焦慮男 尼伯斯 賈諾 托羅 牟斯 | 安妮塔 瑪麗亞（妹） 羅莎莉亞 珂蘇拉 泰瑞希塔 法蘭西絲卡 伊絲泰拉 瑪卡莉嘉 | 醫生 史魁格警長 克拉基警官 舞會主持人 |

### 曲目
- 《噴射機幫之歌》（Jet Song）
- 《有事降臨》（Something's Coming）
- 《在健身房跳舞》（Dance at the gym）
- 《瑪麗亞》（Maria）
- 《美國》（America）
- 《同手同心》（One Hand, One Heart）
- 《冷靜》（Cool）
- 《今夜》（Tonight）
- 《去麥當勞》（I Feel Pretty）
- 《去你的!克拉基警官》（Gee, Officer Krupke）
- 《某處》（Somewhere）
- 《像那樣的男孩：我有個愛》（A Boy Like That\I Have A Love）
- 《尾聲》（Finale）

## 音樂劇
就在準備上映時，《西城故事》的原製作者卻因不滿劇情裡的暴力元素，於彩排前6個星期宣佈不再投資該劇。所幸史蒂芬·桑坦好友，也是百老匯著名製作人哈洛·普林斯（Harold S. Prince）拿出三十多萬美元資助該劇，使其順利在1957年9月27日於冬園劇院（Winter Garden Theatre）正式上演，並由年方23歲的卡萝尔·劳伦斯和27歲的拉里·科特（Larry Kert）擔綱主演，搭配日後參與《芝加哥》（Chicago）、《蜘蛛女之吻》（Kiss of the Spider Woman）、《九》（Nine）等名劇的琪塔·里薇拉（Chita Rivera）以及肯·雷諾（Ken Leroy）兩位男女配角。
然而，該劇的劇情對當時的觀眾而言，卻過於寫實以致於難以接受：開場白的兩個幫派集眾遊街的舞蹈、過於“暴力”的打鬥場面，以及青少年之間粗俗的對白，加上過於前衛的聲光和舞蹈，使多數習慣紳士美人優雅共舞的觀眾感到不悅。雖然叫好不叫座，《西城故事》仍然成功在1957年至1959年之間於百老匯演出732場，並獲得1958年兩座東妮獎。之後，該劇又進行全美巡迴演出，然後1960年回到紐約續演249場。1964年與1980年，該劇又兩度於百老匯上演，各為期約半年。
2007年是本音乐剧50周年的纪念。为此，一个50周年纪念版又被重新录制了。女主角Maria由新西兰青年女高音海莉·薇思特拉饰演，男主角由意大利人Vittorio Grigolo饰演，其他参与出演的还有（角色名 - 演员名）Riff - Will Martin，Anita - Melanie Marshall，A girl - Connie Fisher，皇家利物浦爱乐乐团伴奏，Nick Ingman指挥。同时还发行了CD。
相較於音樂劇本身，音樂劇錄製成的唱片卻意外大賣，銷售量扶搖直昇。同時，聯美影業也對該劇題材感到興趣，打算改拍成電影。由於電影上映後風迷全球，該劇先在英國倫敦西區劇院上演，而後被法國、德國、荷蘭、瑞典、挪威、捷克、匈牙利、香港等地改編成當地語言版本，甚至在日本被改編成三種演出版本。

## 榮譽與獎項
◎1958年東尼獎
獲獎項目（3項）
- 最佳舞蹈設計獎：傑洛姆·羅賓斯
- 最佳佈景設計獎：奧立佛·史密斯（Oliver Smith）
- 劇院世界獎：卡萝尔·劳伦斯

提名但未獲獎項目（4項）  
- 最佳音樂劇獎
- 最佳音樂劇女主角獎：卡萝尔·劳伦斯
- 最佳服裝設計獎：Irene Sharaff
- 最佳音樂劇導演獎：Max Goberman

## 相關作品
- 西城故事 (电影)
- 西城故事 (2021年電影)

## 相關網站
- 百老匯網路資料庫上的《西城故事》 （页面存档备份，存于）
- 西城故事官方網站（页面存档备份，存于）
- 西区故事2007年专辑官方网站 （页面存档备份，存于）